# كاسبر بلات
كاسبر بلات (بالإنجليزية: Casper Platt)‏ هو قاضي ومحامي أمريكي، ولد في 6 يونيو 1892 في دانفيل في الولايات المتحدة، وتوفي في 16 سبتمبر 1965.